# Prix Carmignac du photojournalisme
Pour les articles homonymes, voir Carmignac (homonymie).
Le Prix Carmignac du photojournalisme est un prix de photographie français décerné par la Fondation Carmignac, entre 2009 et 2025, à un photojournaliste.
Il est doté d'une bourse de terrain de 50.000 euros.

## Organisation
Le Prix Carmignac du photojournalisme, décerné annuellement par la Fondation Carmignac est dirigé par Emeric Glayse.  
Il a pour objectif de soutenir chaque année la production d’un reportage d’investigation photographique sur une région du monde où les droits de l'homme fondamentaux sont menacés. 
Doté d’une bourse de terrain de 50 000 €, il permet au journaliste-lauréat de réaliser son reportage avec le soutien de la Fondation qui organise, à son retour, une exposition itinérante et l’édition d’un livre monographique.
Quatre photographies issues de ce travail entrent dans la Collection Carmignac. 
Il est attribué à un lauréat désigné chaque année par un jury indépendant constitué de spécialistes de la photographie et des questions géopolitiques.
À la suite de la polémique suscitée par les désaccords avec la lauréate du prix en 2013, l'Iranienne Newsha Tavakolian, et l'ajournement de l'exposition et du livre prévus, la Fondation Carmignac a décidé, en septembre 2014, de modifier le règlement du prix. Le président du jury sera désormais le commissaire de l'exposition « afin que le photographe ait la garantie de sa liberté artistique et que la cohérence entre le projet qui reçoit la dotation et le projet final soit assurée. »
En 2016, le photojournaliste Narciso Contreras, 7e lauréat, revient, grâce au soutien du Prix Carmignac, avec les premières preuves d’esclavage en Libye,,.
La Fondation Carmignac annonce la fin de ce prix en juillet 2025.

## Lauréats
- 2009 : Kai Wiedenhöfer[9], , Gaza : The Book of Destruction ; reportage effectué dans la bande de Gaza ; exposé au Musée d'art moderne de la ville de Paris en 2010
- 2010 : Massimo Berruti (it), , Pachtounistan : Lashkars ; exposé à la Chapelle de l’École nationale supérieure des Beaux-Arts de Paris en 2011
- 2011 : Robin Hammond, , Zimbabwe : Your wounds will be named silence ; exposé à la Chapelle de l’École nationale supérieure des Beaux-Arts de Paris en 2012
- 2012 : Davide Monteleone (en), , Tchétchénie : Spasibo ; exposé à la Chapelle de l'École nationale supérieure des Beaux-Arts de Paris en 2013 puis au Fotografie Forum Frankfurt à Francfort-sur-le-Main et à la Saatchi Gallery à Londres en 2014
- 2013 : Newsha Tavakolian, , Iran : Blank Pages of an Iranian Photo Album ; aurait dû être exposé à la Chapelle de l'École nationale supérieure des beaux-arts de Paris en 2014 (la lauréate renonce à son prix et l'exposition est ajournée pour cause de désaccord avec Édouard Carmignac[10],[11]). L'exposition se tiendra finalement entre le 13 mai et le 7 juin 2015 à la Chapelle de l'École nationale supérieure des Beaux-Arts.
- 2014 : Christophe Gin, , Guyane : Colonie ; exposé à la Chapelle de l’École nationale supérieure des beaux-arts de Paris en 2015[12],[13],[14] puis à la Collection Lambert en Avignon en 2016.
- 2015 : Narciso Contreras, , Libye : plaque tournante du trafic humain ; premières preuves (en 2016) d’esclavage en Libye ; exposé à l'Hôtel de l'Industrie à Paris en 2016 puis au Palais royal de Milan et à la Saatchi Gallery à Londres en 2017
- 2016 : Lizzie Sadin, , Le piège - traite des femmes au Népal ; reportage sur l’esclavage des femmes et des filles au Népal[15] ; exposé à l'Hôtel de l'Industrie à Paris en 2017.
- 2017 : Yuri Kozyrevet et Kadir Van Lohuizen. Présidée par le climatologue Jean Jouzel, Prix Vetlesen 2012 et colauréat du Prix Nobel de la Paix en 2007, la 9e édition du Prix Carmignac est consacrée à l’Arctique[16].
- 2019 : Tommaso Protti, , Menaces sur l'Amazonie ; reportage sur la déforestation de l'Amazonie, pour la 10e édition, dont le thème était l'Amazonie et les enjeux liés à sa déforestation[17]
- 2020 : Finbarr O'Reilly, pour son projet consacré à la République démocratique du Congo[18].
- 2022 : Fabiola Ferrero pour son travail sur le Venezuela[19]
- 2023 :
- 2024 : Kiana Hayeri et la chercheuse française Mélissa Cornet, pour leur reportage « No Womans’ Land » sur la condition des femmes et des filles en Afghanistan depuis le retour des talibans au pouvoir[8].

## Expositions
- 2015 : Prix Carmignac du photojournalisme. Rétrospective,  du 18 novembre 2015 au 3 janvier 2016, Saatchi Gallery, Londres.
- 2020 : Prix Carmignac du photojournalisme – 10 ans de reportages, du 4 juillet au 1er novembre 2020, Villa Carmignac - Île de Porquerolles.